# Ziegelblitz
Ziegelblitz ist eine Stahlachterbahn im Jaderpark (Jaderberg, Niedersachsen, Deutschland) vom Modell Bobsled Coaster der Herstellers Gerstlauer Amusement Rides, die am 27. April 2024 eröffnet wurde.

## Fahrt
Die 500 m lange Strecke erreicht eine Höhe von 21 m Höhe und beschleunigt die einzelnen Wagen auf eine Höchstgeschwindigkeit von 55 km/h.
Nach der Station folgt eine kleine Abfahrt nach links, in der der Wagen in einem Reibradlaunch zum Stehen kommt. Zuerst wird der Wagen rückwärts beschleunigt, dann rollt er wieder vorwärts in den Launch und wird sanft herauskatapultiert. Dieser Antrieb ist der erste seiner Art beim Bobsled Coaster. Nach dem Launch geht es in die Rechtskurve, kurz darauf folgt der Kettenlift, der den Wagen auf eine Höhe von 21 m zieht. Auch der Lifthill ist in seiner Bauweise einer der ersten seiner Art, der gesamte Lift wird nicht von Stützen getragen. Erst oben, am First Drop, wird der verdeckte Lifthill wieder von Stützen getragen.

## Auszeichnungen
Der Betreiber Jaderpark erhielt 2025 für Ziegelblitz den FKF-Award des Freundeskreis Kirmes und Freizeitparks e.V. in der Kategorie Achterbahn des Jahres 2024.